# جان ورنر (ورزشکار)
جان ورنر (انگلیسی: Jan Werner; ۲۵ ژوئیهٔ ۱۹۴۶ – ۲۱ سپتامبر ۲۰۱۴) دونده، و ورزشکار دو و میدانی اهل لهستان بود.